# Polygona
Polygona là một chi ốc biển, là động vật thân mềm chân bụng sống ở biển trong họ Fasciolariidae.

## Các loài
Các loài trong chi Polygona gồm có:
- Polygona abbotti (Snyder, 2003)
- Polygona angulata (Röding, 1798)[3]
- Polygona bayeri (Petuch, 2001)
- Polygona bernandensis (Bullock, 1974)
- Polygona brevicaudata (Reeve, 1847)
- Polygona concentrica (Reeve, 1847)
- Polygona filosa (Schubert & Wagner, 1829)
- Polygona infundibula (Gmelin, 1791)
- Polygona jucunda (McGinty, 1940)
- Polygona lactea (Matthews-Cascon, Matthews & Rocha, 1991)
- Polygona martini (Snyder, 1988)
- Polygona socorroensis (Hertlein & Strong, 1951)
- Polygona tumens (Carpenter, 1856)
- Polygona vermeiji (Petuch, 1986)